# NGC 5886
NGC 5886 је елиптична галаксија у сазвежђу Волар која се налази на NGC листи објеката дубоког неба.
Деклинација објекта је + 41° 14' 2" а ректасцензија 15h 12m 45,4s. Привидна величина (магнитуда) објекта NGC 5886 износи 14,0 а фотографска магнитуда 15,0. NGC 5886 је још познат и под ознакама CGCG 221-36, PGC 54298.